# Parpadeo (tecnología)
El parpadeo es un fenómeno que ocurre en los televisores, monitores de ordenador y monitores de vídeo que se evidencia como un pestañeo entre los cuadros (frames) de una imagen. El parpadeo ocurre cuando el monitor trabaja con una frecuencia baja, lo cual permite que los puntos de fósforo en la pantalla pierdan su excitación (se apaguen) entre cada barrido.
Por ejemplo, a una frecuencia de 60 Hz, la mayoría de los monitores producirán un parpadeo visible (a menos que tengan una alta luminiscencia, lo cual significa que los puntos de fósforo permanecen encendidos por un período más prolongado). En general, se considera que una frecuencia de entre 70 y 80 Hz es suficiente para eliminar cualquier parpadeo perceptible. Las frecuencias mayores a 120 Hz — usadas en Digital 3D, en los nuevos monitores de ASUS — son poco comunes pues ya no reducen el parpadeo de manera apreciable.
La frecuencia exacta necesaria para eliminar el parpadeo varía enormemente dependiendo de las condiciones de visibilidad. En una habitación completamente oscura, un monitor suficientemente tenue puede correr a una frecuencia de solo 30 Hz sin producir un parpadeo perceptible. En condiciones normales, el mismo monitor produciría un parpadeo tan importante que se haría prácticamente imposible verlo.
Otro factor que aumenta la percepción del parpadeo es la visión periférica. Los ojos humanos son más sensibles al parpadeo en los límites de nuestro campo visual, y menos sensibles en el centro de la mirada (el área en la que está siendo enfocada). Como resultado, cuanto mayor sea la pantalla y mayor la porción de nuestro campo visual que sea ocupada por una proyección, se necesitan frecuencias más elevadas. Es por esto que los monitores CRT de las computadoras generalmente van a una frecuencia de 70 Hz a 80 Hz, mientras que en los televisores, que se ven desde más lejos, son aceptables frecuencias de 60 Hz (NTSC) o incluso 50 Hz (PAL).

## Causas
El parpadeo puede producirse, por ejemplo, si una acería usa un motor eléctrico potente o un horno de arco en una red de distribución, o cuando se produce un arranque frecuente del  motor de un ascensor en un edificio de oficinas, o si una residencia rural tiene una bomba de agua potente que se pone en marcha regularmente en un sistema alimentador extenso. La probabilidad de parpadeo aumenta a medida que el tamaño de la carga cambiante se hace más grande con respecto a la corriente de cortocircuito potencial disponible en el punto de conexión común.

## Medida del parpadeo
Los requisitos de un equipo de medición de parpadeo se definen en la norma electrotécnica internacional IEC 61000-4-15.
Un medidor de parpadeo se compone de varios bloques de funciones que simulan una lámpara incandescente de 230 V / 60 W] (lámpara de referencia) y el sistema de percepción humana (modelo ojo-cerebro).
A partir del valor momentáneo resultante de parpadeo, el valor de "perceptibilidad" de parpadeo a corto plazo Pst se calcula de acuerdo con un proceso estadístico sobre un intervalo de observación de 10 minutos estandarizado. El parpadeo a largo plazo Plt se calcula como la media cúbica de varios valores de Pst durante un período estandarizado de dos horas.
El cálculo del valor de perceptibilidad y el algoritmo de escalado se eligieron de tal manera que un valor de P de 1,0 corresponde a un nivel en el que el 50% de los sujetos de prueba encontraron el parpadeo como notable e irritante.
En la norma IEC 61000-3-3, se especifican los intervalos de observación y los valores límite para Pst y Plt:
| VALOR | INTERVALO DE OBSERVACIÓN | VALOR DE LIMITACIÓN |
| ----- | ------------------------ | ------------------- |
| Pst   | 10 minutos               | 1.0                 |
| Plt   | 2 horas                  | 0.65                |

## Condición de funcionamiento del EUT
El estándar IEC-flicker establece que el EUT (Equipo sometido a prueba) debe ser probado poniéndolo en el peor de los casos con respecto al parpadeo. Si el EUT se prueba de manera (relativamente) constante durante toda la prueba, se obtendrá Plt = Pst. Si este estado es factible y realista, esto significa que Pst debe cumplir con los límites para Plt (que son más bajos).

## Estimación
Un cálculo puramente analítico del Pst es casi imposible. En la norma existen fórmulas que permiten la estimación de los valores Pst obtenidos.

## Mitigación delparpadeo
El parpadeo se genera por los cambios de carga. Solo la amplitud de la variación de carga es relevante, no el valor absoluto. Se puede lograr una reducción en el parpadeo haciendo cambios de carga menos frecuentes o cambios de carga más pequeños. Si la carga se cambia gradualmente (por ejemplo, con la ayuda de la electrónica de potencia) en lugar de cambiar de forma escalonada, esto también hace que el parpadeo sea menos perceptible.
La relación entre la amplitud de los cambios de carga y el Pst es lineal, es decir, la reducción a la mitad de la carga conmutada da como resultado la mitad del Pst. La relación entre el número de cambios de carga por tiempo (n / Tp) y Pst no es lineal. Una reducción a la mitad de los cambios de carga reduce Pst en solo un 20%. Para tener la mitad de Pst, el número de cambios de carga se debe reducir por un factor de 9.